# Amir Hetsroni

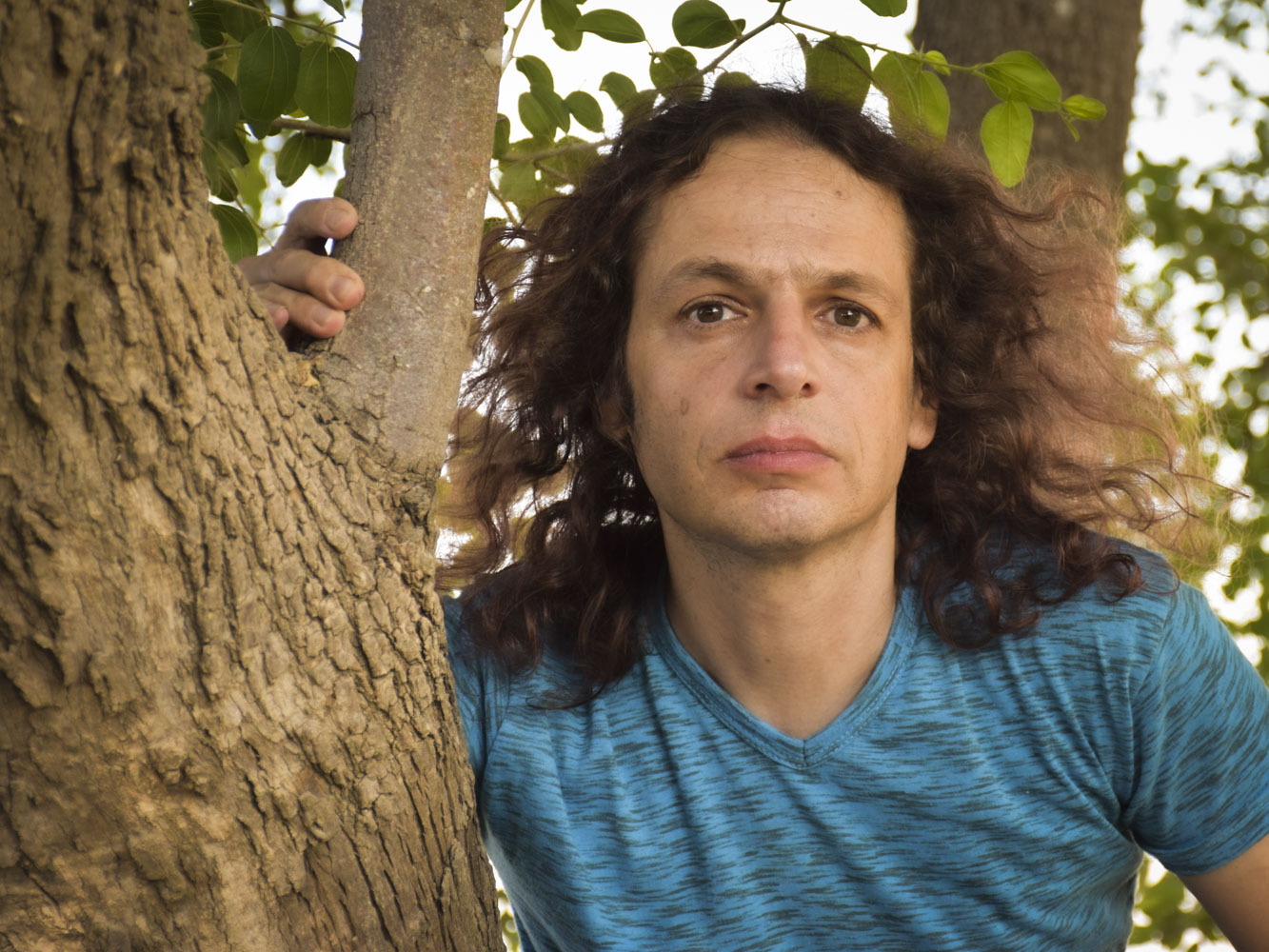
Amir Hetsroni

Amir Hetsroni (ur. 6 lutego 1968 w Tel Awiwie) – izraelski naukowiec zajmujący się komunikacją, który obecnie pracuje jako profesor na Uniwersytecie Koç w Stambule. Jako pisarz i publicysta w Izraelu znany jest również ze swoich skrajnie polaryzujących poglądów.

## Życiorys
Hetsroni urodził się w Tel Awiwie w 1968 roku, jako jedyne dziecko Simy z domu Kolcher (1932–2011) i Davida Hetsroni, pierwotnie Shtagovsky (1931–2016). Po ukończeniu szkoły średniej został powołany na trzy lata do izraelskich sił zbrojnych. Najpierw został przydzielony jako ochroniarz w bazie wojskowej w Nablus, w Tel Awiwie, zanim przez dwa lata służył jako korespondent wojskowy. W 1993 roku ukończył studia licencjackie z psychologii oraz kina i telewizji na Uniwersytecie w Tel Awiwie. Uzyskał tytuł magistra w 1996 r. i doktorat w dziedzinie studiów komunikacyjnych na Uniwersytecie Hebrajskim w Jerozolimie w 1999 r. Od 2000 do 2008 roku pracował jako prywatny wykładowca w Max Stern Yezreel Valley College, zanim został profesorem na Uniwersytecie Ariel w 2009 roku, który zwolnił go w 2014 roku po napisaniu artykułu wspierającego ruch BDS i wyrażeniu odrębnej opinii na temat konfliktu-Izrael-Gaza w 2014 roku. W maju 2015 opuścił Izrael i przeniósł się do Danii. Po tym jak przez krótki okres żył w Kopenhadze, przeniósł się do Chin i przez rok wykładał na Uniwersytecie Xi’an Jiaotong-Liverpool Universität w Suzhou, a następnie przeniósł się do Turcji i został pełnoetatowym profesorem nadzwyczajnym na uniwersytecie Koç w Stambule. Hetsroni opublikował setki artykułów wyrażających postsyjonistyczne poglądy, powieść („Rodzinna kłótnia” – hebrajski) o wychowaniu wallflower w latach 80. oraz, we współpracy z Racheli Rottner, powieść wizualną („Zagubieni w Chinach” – hebrajski) w oparciu o jego burzliwy, na wpół otwarty romantyczny związek z Shirin Noufi, izraelsko-arabską prawniczką. Hetsroni celowo nie ma dzieci.
W maju 2020 roku pojawił się dokument „Amir Hetsroni: studium przypadku” szwajcarsko-izraelskiego psychologa i reżysera Giuseppe (Yossi) Strenger jako praca konkursowa na Switzerland International Film Festival (SIFF). Film został nakręcony pod koniec 2016 roku, po śmierci Davida Hetsroni – ojca Amira – i pokazuje proces żałoby Amira i jego związek z Shirin Noufi, jego ówczesną partnerką. Film zdobył na festiwalu pierwsze miejsce w kategorii „Najlepszy dokument”.

## Praca akademicka
Hetsroni napisał i zredagował pięć książek oraz prawie 100 artykułów i rozdziałów w czasopismach. Jego główne punkty badawcze to seks, przemoc i inne nieprzyzwoite treści w programach telewizyjnych i reklamach oraz ich wpływ na nasze postrzeganie życia codziennego. Pokazał, że wbrew powszechnemu przekonaniu pacjenci hospitalizowani częściej umierają w serialach o lekarzach, niż w prawdziwych szpitalach, a w przypadku widzów religijnych, w przeciwieństwie do widzów niereligijnych, zauważył tendencję zmniejszania się strachu przed przestępczością i terrorem wraz ze wzrostem konsumpcji telewizji. W istocie Hetsroni popiera hipotezę kultywacji, która sugeruje, że rutynowe oglądanie telewizji powoduje, że widzowie nieświadomie postrzegają świat oczami telewizji, jednakże zakłada mniejszy wymiar tego efektu niż teoretyczni zwolennicy George Gerbner i Larry Gross. Najbardziej oryginalnym wkładem Hetsroniego do literatury naukowej jest koncepcja pluralistycznej ignorancji medialnej. Zgodnie z tą koncepcją, nasycenie oglądanych programów telewizyjnych kontrowersyjnymi treściami zwiększa prawdopodobieństwo, że widzowie przecenią rzeczywistą częstotliwość takich treści. Był współredaktorem czasopism Communication Research Reports i Corporate Communications i zgodnie z badaniem opublikowanym w Journal of Advertising w 2008 roku zaliczany jest do 100 najbardziej płodnych autorów w dziedzinie nauki o reklamie.

## Opinie polityczne i debaty ideologiczne
Hetsroni opisuje siebie jako „antysyjonistę, który nie jest proarabski”. Opowiedział się za kolonializmem i przeciw przyjmowaniu uchodźców z trzeciego świata. Od początku lat 2010 nazwisko Hetsroniego kojarzone jest z różnymi skandalami, w których wyrażał kontrowersyjne poglądy. Kiedy socjalistyczny protestujący podpalił się podczas demonstracji w 2011 roku, Hetsroni wskazał, że jest to „niedrogi sposób na pozbycie się pasożyta społecznego”. W 2013 roku opisał feministki maszerujące na Slut Walk jako „zbyt niekształtne, by na nie patrzeć” i powiedział, że mając wybór między kotem a feministką, uratowałby kota, ponieważ koty są bardziej wdzięczne niż feministki. Pozwał o zniesławienie i wygrał z aktywistką feministyczną, która nazwała go „mizoginistycznym konsumentem prostytucji”. W 2014 r. określił izraelską wojnę w Gazie jako masakrę, a w 2015 r. oskarżył Żydów Mizrahi o prawicowe zwycięstwo w wyborach parlamentarnych, dodając, że ci Żydzi powinni byli zostać w swojej ojczyźnie. Doprowadziło to do publicznego oburzenia i wezwania do przesłuchania Hetsroniego w sprawie szerzenia rasizmu i mowy nienawiści. Kolejne żądania pojawiły się w 2016 r., kiedy Hetsroni zbezcześcił flagę narodową, umieszczając zdjęcie, na którym wycierał podłogę flagą w swoim domu, a w 2017 r., gdy opublikował swoje zdjęcie na grobach żołnierzy, pod którym napisał, że byli „idiotami, którzy nie wiedzieli, jak uniknąć poboru wojskowego”. Izraelski prokurator generalny odrzucił wszelkie żądania postawienia Hetsroniego przed sądem, stwierdzając, że jego wypowiedzi wchodzą w zakres wolności słowa. Niemniej jednak Facebook usunął stronę Hetsroniego, twierdząc, że rozpowszechnia ona „mowę nienawiści”. Hetsroni pozwał tę decyzję, proces wciąż trwa. W 2018 roku znany rabin Meir Mazuz nazwał Hetsroniego „wcieleniem diabła”. Sam Hetsroni z dumą oznajmił, że „nie jest już Żydem”. Wyraził opinię, że Izrael powinien podążać za Polską, jeśli chodzi o relacje między państwem a religią.

## Publikacje (wybrane)
- Ellis, L., Hershberger, S., Field, E., Wersinger, S., Pellis, S., Geary, D., Palmer, C. T., Hoyenga, K., Hetsroni, A., Kazmer, K.: Sex differences: Summarizing more than a century of scientific research. Routledge, London 2008. ISBN 978-0-2038-3805-1.
- Hetsroni, A. (Ed.): Reality television: Merging the global and the local. Nova Science Publishers, Hauppauge, NY 2010. ISBN 978-1-6166-8315-3.
- Hetsroni, A.: Advertising and reality: A global study of representation and content. Continuum, NY 2012. ISBN 978-1-4411-9194-6.
- Hetsroni, A. (Ed.): Television and romance – Studies, observations and interpretations. Nova Science Publishers, Hauppauge, NY 2016. ISBN 978-1-6348-5077-3.
- חצרוני, א' (2013). פיצוחים. ת”א: ידיעות ספרים (Roman auf Hebräisch).
- Hetsroni, A., Tuncez, M. (Eds.): It happened on Tinder: Reflections and studies on internet infused dating. Institute of network cultures, Amsterdam 2019. ISBN 978-94-92302-44-1.